# Lais Marie de France
Lais Marie de France – cykl dwunastu opowieści (lais) napisanych przez francuską poetkę Marie de France w języku anglonormańskim. Wszystkie utwory łączy tematyka miłosna.

## Wykaz Opowieści
- Yonec (Lai d'Yonec)
- Buczynka (Lai de Frêne)
- Nieszczęśni (Lai du Chaitivel - Le Malheureux)
- Lanval (Lai de Lanval)
- Milon (Lai de Milun)
- Dwoje kochanków (Lai des deux Amants)
- Eliduc (Lai d’Eliduc)
- Wilkołak (Lai du Bisclavret)
- Guigemer (Lai de Guigemar)
- Equitan (Lai d’Equitan - Opowieść o jeźdźcu)
- Wiciokrzew (Lai du Chèvrefeuille)
- Laostic (Lai du Laostic lub Lai de l’eostic - Opowieść o słowiku)[1]

## Treść wybranych opowieści

### Laostic (Słowik)
Laostic opowiada o miłości samotnego rycerza i pięknej żony jego sąsiada. Pani, korzystając ze snu męża, wstawała w nocy z łoża i stawała w oknie, skąd mogła wpatrywać się w czuwającego naprzeciw kochanka. Mąż powziął jednak podejrzenia. Skoro się dowiedział, że żona wstaje w nocy, by słuchać słowika, schwytał ptaszka, na oczach żony skręcił mu szyję i rzucił skrwawionym ciałkiem w żonę. Pani przesłała martwego ptaszka kochankowi, ten złożył go w złotej szkatułce.
Tam właśnie złożył pan słowika.

Gdy potem wieczko sam domykał,

Zapieczętował szkatułeczkę.

Zamknięcie takie bywa wieczne.

### Lanval
Lanval, rycerz wysokiego rodu, ale pomijany przez króla Artura, żył w skrajnym ubóstwie. Pewnego dnia spotkał w lesie piękną panią, która zaprosiła go do swego namiotu. Lanval zakochał się w niej, a ona kiedy ją opuszczał obiecała mu, że odtąd im więcej pieniędzy wyda, tym więcej będzie ich miał, a nadto ona przybędzie na każde jego zawołanie, nie może tylko nikomu wyjawić ich miłości. Jakiś czas potem swoje serce ofiaruje Lanvalowi królowa, ten odmawia, a naciskany przez królową, odpowiada, że kocha inną o wiele piękniejszą panią. Wyznawszy swą miłość Lanval traci ją. Zelżona królowa oskarża Lanvala przed królem, że rycerz zabiegał o jej miłość, a gdy mu odmówiła – obraził ją. W oznaczonym dniu Lanval stawia się na sąd; jeśli nie okaże sędziom swej miłej, czeka go srogi wyrok. Lanval pogrążony w smutku nie ma nadziei na ocalenie. Gdy sąd się zbiera przybywają do zamku dwie cudne panny, a za nimi jeszcze dwie i rozkazują królowi, by przygotował ucztę dla ich pani. Jakoż pani przybywa, ocala dobre imię Lanvala. Rycerz, szczęśliwy, że ją odzyskał, wskakuje na jej konia. Bretonowie powiadają, że zaniósł oboje do Avalonu, na czarodziejską wyspę.

### Yonec
Stary, zazdrosny mąż trzyma swą żonę zamkniętą w wieży. Znalazł do niej drogę mężczyzna wielkiej urody, który przylatuje w postaci ptaka na każde jej wezwanie. Odmiana jaka zaszła w żonie budzi jednak niepokój starego męża. Odkrywa kto ją odwiedza i umieszcza w oknie ostre kolce, które śmiertelnie ranią ptaka. Ranny ucieka, a pani rzuca się za nim. Po śladach krwi trafia do stolicy wielkiego królestwa. Król tego kraju, będący jej ukochanym, umiera. Przed śmiercią wręcza jej magiczny pierścień, dzięki któremu mąż jej zapomni o całej przygodzie, i swój miecz, aby wręczyła go pewnego dnia ich wspólnemu synowi, Yonecowi. Pani wraca do zamku i po pewnym czasie rodzi syna, któremu daje imię Yonec. Po latach jej mąż, ona i dorosły już Yonec zostają zaproszeni na uroczystości do Karlionu. Po drodze, w pewnym opactwie widzą wspaniały grobowiec. Dowiedziawszy się, że to grób jej dawnego przyjaciela, pani ma ledwie tyle sił, by odkryć Yonecowi, kto był jego prawdziwym ojcem i w jaki sposób zginął. Wręcza mu miecz i umiera. Yonec zabija tym mieczem starca, biorąc pomstę za śmierć obojga rodziców. Ludzie z pobliskiego miasta obwołują go swoim panem.

## GenezaOpowieści
W XII wieku pod wpływem poezji trubadurów głównym tematem francuskiej poezji dworskiej staje się miłość opisywana w liczących sobie od kilku do kilkunastu tysięcy wierszy powieściach i w krótszych od nich opowieściach (lais) lub gawędach (contes). Początkowo te krótkie formy czerpią tematy z antyku, głównie z Owidiusza, gdy ta moda spowszedniej zastąpi ją tematyka bretońska. Maria z Francji należy do prekursorów tej tematyki i jest tą, która nadała tej ludowej dotąd twórczości literacką formę. Tematy bretońskie rozpowszechnili w Europie w pierwszej połowie XII wieku wędrowni rybałci bretońscy. Nie wiadomo czy początków tej twórczości należy szukać w Bretanii kontynentalnej, zwanej Małą Bretanią, leżącej na zachodnim cyplu Francjiczy Bretanii wyspiarskiej - w Walii i Kornawalii. Z nazw i imion występujących w utworach wynika, że część z nich pochodzi z Francji, część z Anglii. Francuskie są wyrazy: Laostic, Bisclavret (wilkołak), Eliduc, Equitan, Guigemer; angielskie: Yonec, Chèvrefeuille (wiciokrzew). Nie wiadomo również czy sama materia pochodzi z folkloru celtyckiego czy też z łacińskich i francuskich kronik. Maria podaje wprawdzie skrupulatnie czy swą opowieść czerpie z ustnego przekazu czy przeczytanego rękopisu, nie mówi już jednak czy rękopis był spisaną gawędą rybałtowską czy uczoną kroniką.
Dwanaście opowieści Marii z Francji można podzielić na trzy grupy:
- Pierwszą tworzą opowiadania fantastyczne, wprowadzające w narrację element cudowny, niemający jednak nic wspólnego z cudownością religijną, zmierzającą ku zbudowaniu odbiorców. Jest to cudowność mityczna pochodzenia celtyckiego. Należy do tej grupy Lanval, opowiadający o miłości wróżki do śmiertelnika, która na koniec porywa go do swojego czarodziejskiego świata. Jest to najstarsza opowieść cyklu arturiańskiego w literaturze francuskiej. Guigemer przeżywa w miłości z wróżką trzy stulecia, choć myśli, że minęły trzy dni. Yonec przynosi motyw rycerza przemieniającego się w ptaka i zjawiającego się na każde żądanie ukochanej. Wilkołak oparty jest na motywie przemiany człowieka w wilka[7].
- Drugą grupę opowieści tworzą historie pochodzenia ludowego, oparte na motywach folklorystycznych. Należy tu Buczynka osnuta na starym przesądzie, rozpowszechnionym na wszystkich kontynentach, o wiarołomnym pochodzeniu jednego z bliźniąt[7]. Milon zawiera motyw niewiadomego pochodzenia dziecka i walki ojca z synem. Eliduc – motyw miłości mężczyzny do dwóch kobiet i poruszającej ofiary dokonanej przez jedną z nich[8].
- Do trzeciej grupy należą opowieści o literackim rodowodzie, ukazujące sentymentalną, melancholijną, a czasem tragiczną miłość, przedstawioną na tle ówczesnego arystokratycznego życia. Należy do nich związany z tematem Tristana i Izoldy Wiciokrzew, opowieść o przemyślności Tristana układającego spotkanie z ukochaną tak, by się o nim inni nie dowiedzieli. Słowik opowiada o niewinnych kochankach, którzy nie mogąc się zejść łączą się sercem słuchając nocą śpiewu słowika, do czasu gdy zabije ptaszka zazdrosny mąż. Equitan przedstawia zasłużoną śmierć zbrodniczej i wiarołomnej pary. Opowieść Nieszczęśni kreśli smutny los czterech rycerzy, z których trzech ginie w turnieju rycerskim, a czwarty ciężko ranny zyskuje miłość damy, o którą wszyscy czterej zabiegali. Wreszcie Dwoje kochanków opowiada o ojcu, który nie chcąc wydać córki za mąż, każe ją wnieść starającym się młodzieńcom na szczyt góry. Zakochany w bohaterce młodzieniec wynosi ją na szczyt i umiera z wyczerpania, a ona dzieli jego los[8].

## TematykaOpowieści
Dominującym tematem Opowieści jest miłość. Bohaterowie poetki są ludźmi szlachetnymi, wiernymi, szczerymi, uczuciowymi, lecz we wszystkim kierują się miłością. Nie jest to miłość dworna trubadurów, ale irracjonalne uczucie, które zagarnia całego człowieka. Maria podkreśla jej idealny charakter - dar cielesny wynika z daru duszy. Jest to miłość głęboka i poważna, nie przelotny kaprys czy rozpętanie zmysłów jak w ówczesnej literaturze mieszczańskiej lub w naśladownictwach antycznego erotyzmu Owidiusza. Maria surowo karze rozpustę. Złamanie wierności małżeńskiej usprawiedliwia jedynie okrutne prześladowanie przez zazdrosnego męża (Lanval). Eliduc, który ma kochającą żonę, a w okolicznościach od niego niezależnych pokochał inną kobietę, długo walczy ze sobą, cierpi zanim, za przyzwoleniem wielkodusznej żony ulegnie wszechogarniającemu uczuciu. Miłość bohaterów Marii stanowi wzlot ku pełni szczęścia, choć czasem trwa on tylko chwilę.
Kobiety Opowieści nie są wzniosłymi mistrzyniami doskonałego życia, jak to jest u trubadurów. Kobieta Marii jest słaba, bezbronna, tkliwa, zdolna do największych poświęceń, lecąca w miłość jak w ogień, dławiona pętami konwenansów. Mężczyzna, najczęściej bezradny, wpada w sidła miłości, która niejednokrotnie niszczy zakochanych. Miłość taka musi być szczera, wyłączna i bezinteresowna, a wówczas staje się bezgrzeszna i święta. Pod wpływem starych pogańskich koncepcji Celtów zatarciu ulega u Marii chrześcijańskie poczucie grzechu. Wystarcza, że miłość jest. Maria nie jest dialektykiem miłości jak Krystian z Troyes, subtelnym analitykiem stanów duszy jak Tomasz z Anglii, ani dydaktykiem procesu narastania miłości jak Wilhelm z Lorris, autor I części Powieści o Róży, u niej miłość błyszczy jednorodnym blaskiem, urzekającym swymi barwami. Poetka otacza swych bohaterów współczuciem i zrozumieniem, stanowczo potępiając ich prześladowców: okrutnych mężów, zbrodnicze żony, bezduszne staruchy.

## Cechy utworów
Cykl lais poprzedza prolog, w którym narrator przedstawia swoją chęć kontynuowania greckiej i rzymskiej tradycji tworzenia opowieści łączących interesującą historię z treścią dydaktyczną. Zachęca również do prezentowania talentu literackiego i narracyjnego każdego, kto posiada takie zdolności. Równocześnie wskazane zostają korzenie treści utworów, które według informacji podanej przez samą Marie de France mają wyraźne korzenie w legendach i tradycji bretońskiej (tzw. materia bretońska). Kilkakrotnie Marie precyzuje również źródła konkretnego podania: kroniki lub ustną tradycję.
Lais zachowały się w kilku manuskryptach, jednak tylko jeden, z 978, zawiera wszystkie dwanaście utworów. Najprawdopodobniej ich chronologiczne ustawienie zostało świadomie zaplanowane przez autorkę dla wyeksponowania dydaktycznych funkcji cyklu. Kolejne lais poruszają różne aspekty miłości, od miłości do Boga i bliźniego, po miłość zakazaną i zdradę małżeńską. Nie ma reguły co do zakończenia - niektóre lais kończą się tragedią, podczas gdy w innych nawet miłość zakazana otrzymuje szansę spełnienia (Marie nieznany był, lub też został przez nią świadomie odrzucony, archetyp miłości dworskiej, chociaż rycerskość również zajmuje ważne miejsce w lais). Na tle innych utworów literackich tego okresu o podobnej problematyce lais Marie de France wyróżnia jednak szczególny klimat, atmosfera tajemnicy i cudowności, częsty motyw marzeń jako ucieczce od rzeczywistości, jak i niezwykłe zbiegi okoliczności pozwalające na ich realizację.
Forma lais jest świadomie prosta i konkretna, pozbawiona ozdobników formalnych: liryzm i dramatyzm utworów powstają jedynie poprzez dobór słownictwa i prowadzenie akcji przez narratora, całość jest maksymalnie skrócona. Równolegle jednak Marie de France niejednokrotnie zdradza swoją erudycję, znajomość literackiej tradycji antycznej na równi z motywami literackimi sobie współczesnymi (Chevrefoil nawiązuje do mitu Tristana i Izoldy).